# Historia de Liberia
Liberia es un país fundado por ciudadanos de los Estados Unidos como una colonia para antiguos esclavos africanos.
Sólo existe otro estado en el mundo creado por ciudadanos de un país como asentamiento para sus antiguos esclavos: Sierra Leona, que fue creado con el mismo propósito por el Reino Unido.

## Primeros tiempos

### Pueblos indígenas
Véase también Etnias de Liberia
Se cree que muchos de los pueblos indígenas de Liberia emigraron a la zona desde el norte y el este entre los siglos XII y XVI. El territorio de África Occidental que posteriormente se convertiría en Liberia fue invadido en el siglo XVI por los Manes, tribus de guerreros procedentes de lo que actualmente es el interior de Costa de Marfil y Ghana. Los Manes repartieron los territorios conquistados y los pueblos habitados entre sus líderes, subordinados a un gran jefe. Esta autoridad suprema residía en la región de Grand Cape Mount.
Poco después de que los Manes conquistaran la región se produjo una migración del pueblo Vai a la región de Grand Cape Mount. Los Vai formaban parte del Imperio de Malí y se habían visto obligados a emigrar cuando el imperio se colapsó en el siglo XIV. Los Vai se asentaron en la región costera.
Los Kru se opusieron a la llegada de los Vai a su región. Una alianza de los Manes y los Kru consiguió detenerlos, aunque no consiguieron evitar que los Vai permanecieran en la región de Grand Cape Mount (donde actualmente está situada la ciudad de Robertsport).
Los Kru comenzaron a comerciar con los europeos. Al principio intercambiaban bienes y materias primas locales, pero posteriormente participaron de forma activa en el tráfico de esclavos africanos. Aparte del comercio ordinario, los comerciantes Kru también realizaban una sorprendente forma de comercio. Viajaban con sus canoas a bordo de los barcos europeos y los acompañaban en sus viajes. Cuando habían llegado a su destino, dejaban a sus transportistas y regresaban a su territorio.
Muchos emigrantes Kru también abandonaron sus tierras para trabajar de forma asalariada en plantaciones y algunos incluso llegaron a trabajar en la construcción del canal de Suez y del Canal de Panamá.
Otro grupo tribal de la zona eran los Glebo, que como resultado de la invasión de los Manes se habían visto obligados a trasladarse a la costa liberiana.

### Contacto con exploradores y comerciantes europeos

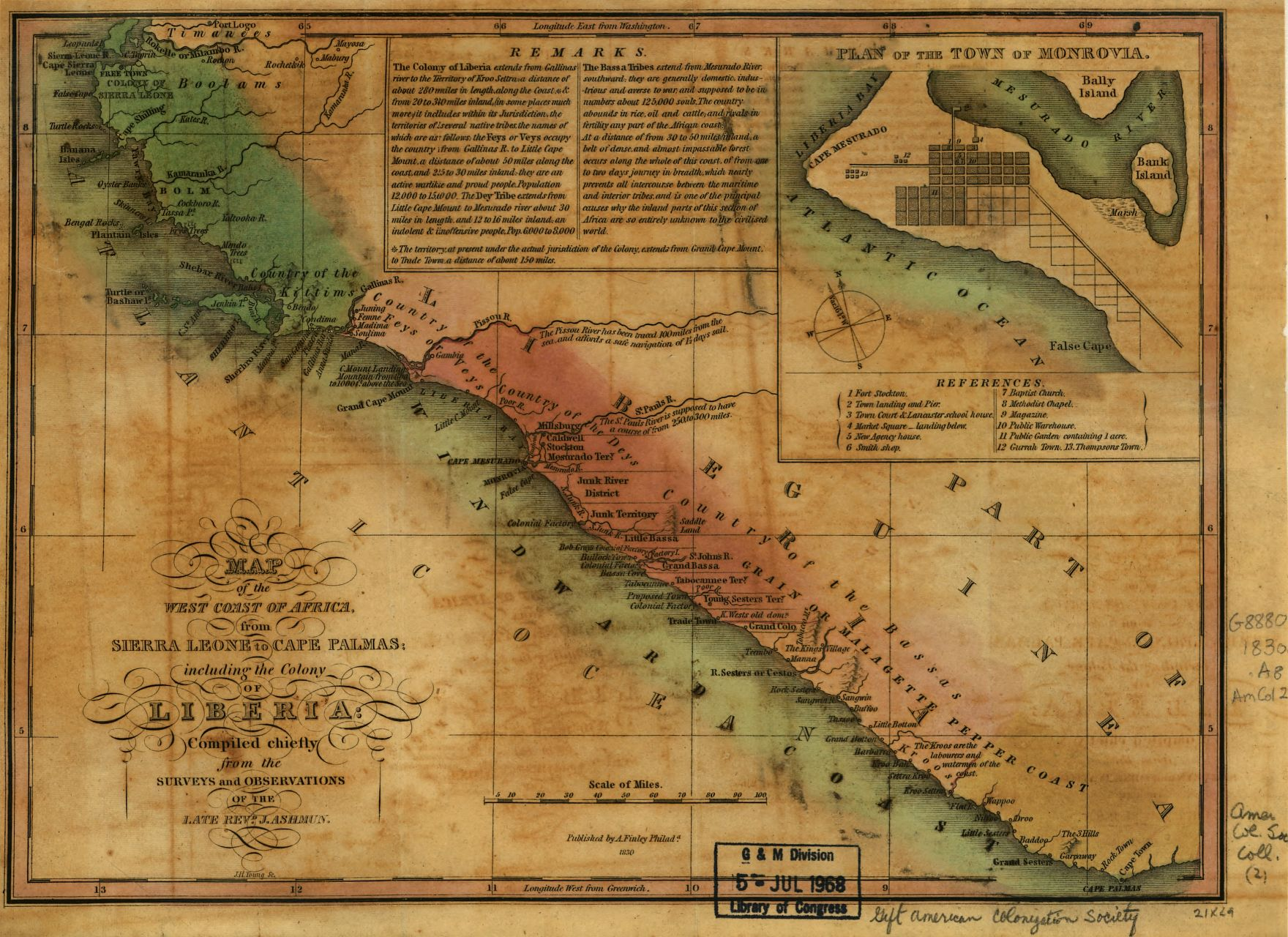
Mapa de Liberia hacia 1830.

Los exploradores portugueses establecieron contactos en el territorio de Liberia hacia 1461 y llamaron a la zona Costa da Pimenta (Costa de la Pimienta) debido a la abundancia de granos de pimienta murciélago. En 1602 los holandeses establecieron un puesto comercial en Grand Cape Mount pero fue destruido un año después. En 1663 los británicos instalaron nuevos puestos comerciales en la zona. No se conoce la existencia de otros asentamientos coloniales no africanos hasta la llegada de los esclavos estadounidenses liberados en 1821.

## Colonización (1821-1847)
Véase también American Colonization Society.
A comienzos del siglo XIX los Estados Unidos de América proyectaron varios planes para establecer una colonia en África para los esclavos afroamericanos liberados. Entre 1821 y 1847, a través de una combinación de compra y conquista, las “Sociedades” estadounidenses desarrollaron la colonia conocida como Liberia, que en 1847 se proclamó nación independiente.

### Primeros proyectos de colonización
Ya desde la época de la Revolución Estadounidense, a finales del siglo XVIII, existían muchos miembros de la sociedad estadounidense que no toleraban la idea de que los afroamericanos pudieran vivir en “su” sociedad como individuos libres, bien porque consideraban a los negros física y mentalmente inferiores a los blancos o porque consideraban que el racismo y la polarización social eran obstáculos insuperables para alcanzar una integración armoniosa de las distintas razas, así como otras razones. Como solución aceptable tanto para estos blancos “preocupados” como para quienes proponían una abolición inmediata de la esclavitud en todo el país, se propuso trasladar a los negros liberados a una nueva nación

### El incremento de los esclavos libres
A partir de 1783 el número de esclavos negros liberados se extendió, debido a los esfuerzos de manumisión iniciados durante la Guerra Revolucionaria y a la abolición de la esclavitud en el norte de los Estados Unidos. En 1800 y 1802 estallaron varias rebeliones de esclavos en Virginia, que fracasaron y fueron brutalmente suprimidas, y los estadounidenses de los estados del sur comenzaron a temer que los negros libres del norte animaran a sus esclavos a huir o rebelarse contra sus amos blancos.
Mientras tanto, el número de afroamericanos libres en los Estados Unidos continuó incrementándose. En 1790, había 59.467 negros libres sobre una población negra de unos 800.000 individuos y una población total de casi 4 millones. En 1800 había 108.378 negros libres sobre una población total de 7.200.000 estadounidenses.
Estos factores incrementaron de forma significativa la popularidad de crear una colonia como “solución” a la emancipación de los negros libres.

### Sierra Leona
En 1787 Gran Bretaña comenzó a trasladar a los “pobres negros” de Londres –muchos de los cuales eran afroamericanos que habían sido liberados por los británicos en los Estados Unidos para que les ayudaran en la guerra contra los rebeldes estadounidenses– y otros esclavos liberados a Nueva Escocia, a la colonia de Freetown, en el territorio actual de Sierra Leona. El estadounidense Paul Cuffe consideró que también era un proyecto viable llevar a los afroamericanos de los Estados Unidos a esta colonia británica. Con el apoyo de algunos miembros del Congreso y de oficiales británicos, en 1816 llevó, pagando los gastos, a 38 negros americanos a Freetown. Este tipo de viajes fue interrumpido por la muerte de Cuffe en 1817. Sin embargo, esta iniciativa privada añadió interés en los Estados Unidos por el proyecto de colonización.

### Cabo Mesurado
Durante este mismo período se produjo otra iniciativa por parte del político Charles F. Mercer de Virginia y el pastor presbiteriano Robert Finley de Nueva Jersey. En 1816 la American Colonization Society (Sociedad Americana de Colonización) (ACS) fue creada en Washington D. C. por políticos, senadores y líderes religiosos de diversas orientaciones y en ocasiones con razonamientos divergentes, pero que se unieron en el proyecto de crear una colonia para los negros libres de Estados Unidos en África.
Desde enero de 1820. La ACS envió barcos desde Nueva York a África Occidental. El primero de ellos llegó con 88 emigrantes negros y tres agentes blancos de la ACS a bordo, tratando de encontrar un territorio adecuado para crear un asentamiento. Después de varios intentos y dificultades, los representantes de la ACS consiguieron en diciembre de 1821, y quizás recurriendo a la amenaza de la fuerza, adquirir Cabo Mesurado, una franja de tierra de unos 35 km cerca de la actual Monrovia, al Rey Peter, el gobernante indígena.
Desde los inicios del asentamiento los colonos fueron atacados por los indígenas como las tribus Malinké, y sufrieron la presión de las enfermedades, el duro clima, la carencia de alimentos y medicinas, y las pobres condiciones de vida.

### Expansión
Hasta 1835 fueron creadas otras cinco colonias más por parte de otras Sociedades Americanas aparte de la ACS y una por parte del gobierno de los Estados Unidos en el mismo territorio costero. La colonia de Cape Mesurado fue extendida a lo largo de la costa y hacia el interior, en ocasiones utilizando la fuerza y en 1824 la colonia recibió el nombre de Liberia, y estableció su capital en Monrovia. En 1839 la colonia fue renombrada como Mancomunidad de Liberia (Commonwealth of Liberia). En 1842 otras cuatro de las demás colonias americanas fueron incorporadas a la Commonwealth de Liberia y otra fue destruida por los nativos. Los colonos de origen afroamericano, que variaban desde los que eran tan “negros” como los indígenas a los casi “blancos”, pronto fueron conocidos como américo-liberianos.

### Transferencia de soberanía a losamérico-liberianos

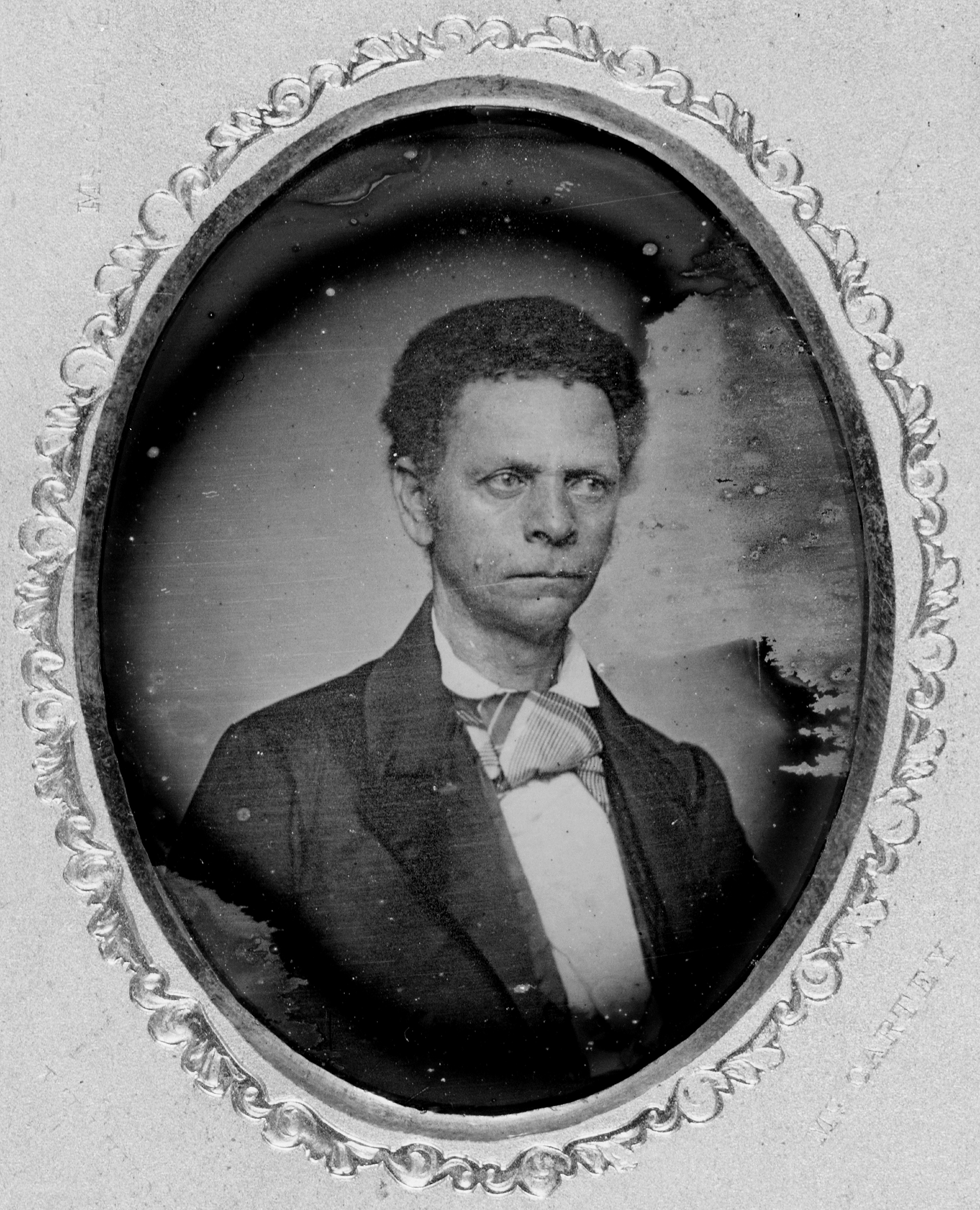
Joseph Jenkins Roberts, gobernador y primer presidente de Liberia. Daguerrotipo tomado posiblemente entre 1840 y 1850.

A medida que la colonia de Liberia se expandía también adquiría mayor independencia, y los administradores blancos de la ACS transfirieron progresivamente el control de la colonia a los américo-liberianos. En 1841 Joseph Jenkins Roberts se convirtió en el primer gobernador negro de Liberia. Al mismo tiempo, en la década de 1840 la ACS había declarado su bancarrota y Liberia se había convertido en una carga financiera demasiado pesada. En 1846 la ACS realizó los preparativos para que los américo-liberianos proclamaran su independencia. En 1847 Roberts proclamó la fundación de la república libre e independiente de Liberia. En el momento de la independencia el país contaba con unos 3.000 colonos. Se creó una constitución siguiendo el modelo de los Estados Unidos, que negaba el derecho de voto a los indígenas liberianos.

## Gobierno américo-liberiano (1847-1980)
Entre 1847 y 1980 el estado de Liberia fue gobernado por la pequeña minoría de colonos afroamericanos y sus descendientes, conocidos como américo-liberianos, marginando del poder político a la gran mayoría indígena (95%) de la población liberiana. La historia de Liberia durante este período puede resumirse en cuatro grandes bloques relacionados:
- Relaciones entre los Américo-liberianos y los pueblos indígenas.
- Relaciones entre los Estados Unidos y Liberia.
- Relaciones entre Liberia y otros países.
- Economía, industria y recursos naturales de Liberia.

### Relaciones entre los américo-liberianos y los pueblos indígenas
Las relaciones entre los colonos y los nativos liberianos fueron enfrentadas desde la fundación de Liberia y finalmente llevaron al derrocamiento del régimen américo-liberiano en 1980.

#### Resistencia
Los habitantes originales del territorio sufrieron durante la llegada de los colonos americanos y su expansión territorial. Se resistieron a la colonización en todas las formas imaginables hasta 1980.

#### Dominio américo-liberiano y supresión
Los américo-liberianos habían sido separados de su herencia cultural africana por las condiciones de la esclavitud y estaban completamente aculturados a la sociedad anglosajona de su época. Entre ellos había individuos de ascendencia europea y africana y por lo general su tono de piel era más pálido que el de los indígenas liberianos. Por otra parte, habían absorbido las creencias en la superioridad religiosa del cristianismo protestante, la superioridad cultural de la civilización europea y la superioridad estética del color de piel y la textura del cabello de los europeos. A efectos prácticos, crearon un facsímil material y social de la sociedad estadounidense en Liberia, manteniendo el uso del inglés y la forma americana de vida, construyendo iglesias y casas semejantes a las de los estados del sur de los Estados Unidos.
Los américo-liberianos nunca constituyeron más del 5% de la población total de Liberia, pero controlaban los recursos clave que les permitieron dominar a los indígenas locales: el acceso al océano, tecnología moderna, cultura y niveles superiores de educación y valiosas relaciones con muchas instituciones americanas, además del gobierno estadounidense.
Irónicamente los américo-liberianos también recrearon el sistema cultural y racial de castas de la sociedad americana del siglo XIX, sin embargo, en Liberia ellos se encontraban en la élite y los indígenas constituían la clase inferior. Desde su punto de vista su sociedad era radicalmente diferente de los Estados Unidos porque rechazaba la creencia en una inmutable jerarquía racial, que había llevado a los colonos a emigrar de su país de origen. Por otra parte, creían en la igualdad racial y por lo tanto en el potencial de que todos los individuos podían “civilizarse” mediante la evangelización y la educación. Como muchos misioneros blancos antes y después de ellos, se sintieron frustrados por la carencia de interés de los nativos en “civilizarse”. Algunos indígenas fueron asimilados en la sociedad américo-liberiana, a menudo mediante el matrimonio, aunque no era una situación frecuente. Algunas tribus de la costa liberiana se convirtieron al protestantismo y aprendieron inglés, pero la mayoría de los indígenas se aferraron a sus lenguas y religiones tradicionales.
Muy pronto la sociedad liberiana quedó dividida en castas, con una élite gobernante américo-liberiana en una situación bastante próspera que a menudo enviaba a sus hijos a recibir educación escolar y universitaria en Estados Unidos (donde a menudo sufrían segregación racial), y que excluyó a los pueblos indígenas del liderazgo político y económico.

#### Revueltas nativas
En el año 1878 los colonos américo-liberianos organizaron su poder político en el True Whig Party que no permitía ningún tipo de oposición política organizado. Hasta 1980 los américo-liberianos retuvieron firmemente su posición de autoridad, reprimiendo las periódicas revueltas, rebeliones y disturbios de los pueblos indígenas. Por lo general y hasta 1915 el Gobierno de los Estados Unidos apoyó a los gobernantes américo-liberianos en estos conflictos; por otra parte, las potencias europeas avivaron durante el siglo XIX la inestabilidad política en Liberia y en ocasiones incluso llegaron a la amenaza militar.

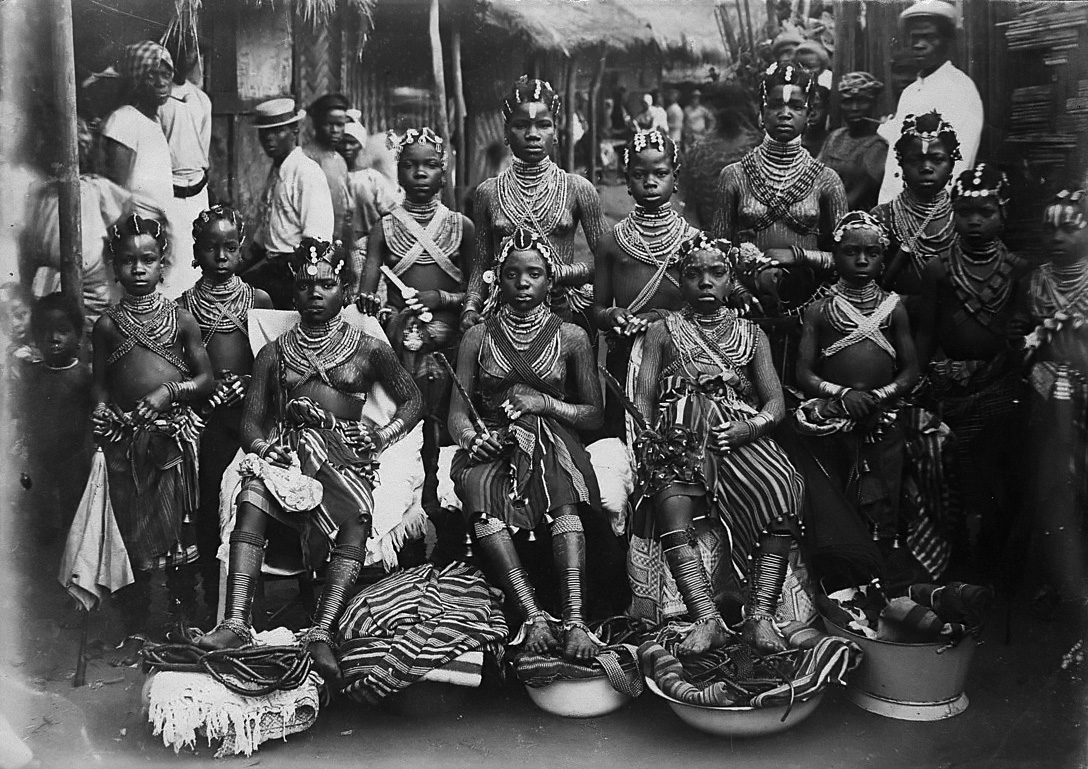
Mujeres indígenas de Liberia en 1910.

Un listado de los alzamientos indígenas.
1856: guerra con los pueblos Grebo y Kru, que provocó que la República de Maryland, la última de las colonias afroamericanas, se uniera a Liberia. Fue anexionada como Maryland County en 1857. (Véase el gobierno del presidente Benson (1856-1864)).
1864: revueltas en las tribus costeras y del interior.
1875-1876: guerra en Cabo Palmas.
1886: un nuevo alzamiento generalizado.
1880: hasta finales de la década de 1890: Algunas tribus declaran la guerra al gobierno liberiano.
1893: la tribu de los Grebo ataca el asentamiento de Harper.
1900: una rebelión indígena que concluye en una sangrienta batalla contra las fuerzas del gobierno liberiano.
1915: rebelión de los Kru.
1912-1920: guerras en el interior de Liberia contra los indígenas.

#### Amonestaciones de la Liga de las Naciones
En 1927 la Liga de las Naciones comenzó a investigar las acusaciones de que el gobierno liberiano había reclutado y vendido a los indígenas del país como trabajadores forzosos o esclavos. En su informe de 1930 la Liga amonestó al gobierno de Liberia por fomentar de forma sistemática durante años una política de descarada intimidación y opresión para suprimir a los nativos, evitar que desarrollaran su poder así como su desarrollo social en todos los sentidos, para mantener los privilegios de la raza dominante y colonizadora, a pesar de proceder de la misma raza africana que ellos El presidente Charles D.B. King dimitió.

#### Tensiones sociales (1940-1980)
Durante la Segunda Guerra Mundial miles de indígenas liberianos emigraron desde el interior del país a las regiones costeras en busca de trabajo. El gobierno liberiano se había opuesto durante largo tiempo a este tipo de emigración, pero no fue capaz de contenerla.
En las décadas posteriores a 1945, el gobierno liberiano recibió cientos de millones de dólares de inversiones extranjeras, que desestabilizaron la economía del país. Liberia consiguió considerables beneficios, pero gran parte terminaba en manos de los oficiales del gobierno. La desigualdad económica comenzó a incrementar la hostilidad en las ya tensas relaciones entre los grupos indígenas y los américo-liberianos.
Las tensiones sociales llevaron al presidente Tubman a otorgar el derecho al voto a los indígenas liberianos en 1951 o 1963 (las fuentes difieren). Sin importar la fecha, este derecho al voto era nominal, ya que Tubman se dedicó a reprimir toda oposición política real o potencial y amañando elecciones.
El presidente William R. Tolbert (1971-1980) continuó reprimiendo duramente a la oposición liberiana. La insatisfacción contra los planes del gobierno de incrementar el precio del arroz en 1979 provocó manifestaciones de protesta en las calles de Monrovia. Tolbert ordenó al ejército que disparara contra los manifestantes y setenta personas murieron. La represión provocó el estallido de disturbios por toda Liberia, y finalmente el caos terminó con un golpe militar de estado en abril de 1980 que lo asesinó.

### Relaciones entre los Estados Unidos y Liberia
Durante sus 133 años en el poder (1847-1980), los américo-liberianos gobernantes tuvieron una relación política complicada con los Estados Unidos.

### Apoyo estadounidense a los américo-liberianos
Hasta 1915 y en general, los Estados Unidos ayudaron a los gobernantes liberianos a sofocar las rebeliones y alzamientos de las tribus indígenas del país.
Entre 1882 y 1919, siempre que Gran Bretaña o Francia se anexionaban o amenazaban con anexionarse, parte del territorio liberiano, la ayuda de la armada de los Estados Unidos fue vital para mantener la independencia del país.
Hacia 1906, tras décadas de crisis financieras y ruinosos préstamos británicos, el gobierno liberiano se encontraba esencialmente en bancarrota. En 1912 los Estados Unidos avalaron un préstamo internacional por cuarenta años de 1.700.000 $, que Liberia contrajo con cuatro países (Estados Unidos, Gran Bretaña, Francia, y Alemania) que controlaron los ingresos del gobierno liberiano hasta 1926.

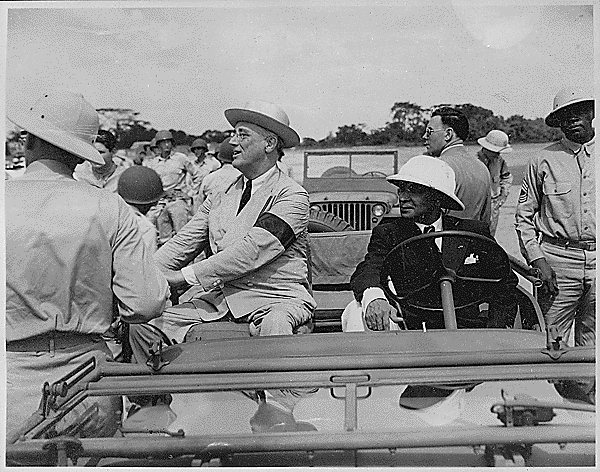
El presidente Edwin Barclay (derecha) y el presidente estadounidense Franklin D. Roosevelt durante la Segunda Guerra Mundial, en enero de 1943

En 1926, el gobierno liberiano realizó una concesión a la compañía estadounidense de caucho Firestone para crear la mayor plantación de caucho en Arbel. Al mismo tiempo Firestone realizó un préstamo privado de 5 millones de dólares al gobierno. Sin embargo, en la década de 1930 Liberia se encontra nuevamente en bancarrota, y tras cierta presión estadounidense, aceptó un plan de ayuda de la Liga de las Naciones. Como parte de este plan, dos administradores de la Liga se convirtieron en “consejeros” del gobierno liberiano.

#### Participación en la guerra
Durante la Segunda Guerra Mundial Liberia firmó un Pacto de Defensa con los Estados Unidos en 1942 y proporcionó a los estadounidenses y sus aliados un suministro continuado de caucho natural (un recurso estratégico en tiempo de guerra). También permitió a los Estados Unidos utilizar su territorio para establecer bases militares, y como cabeza de puente para el transporte de soldados y suministros militares. A cambio el gobierno de los Estados financió la construcción de aeropuertos (Roberts Field), el puerto libre de Monrovia y carreteras en el interior de Liberia.

#### Guerra Fría, inversiones, explotación

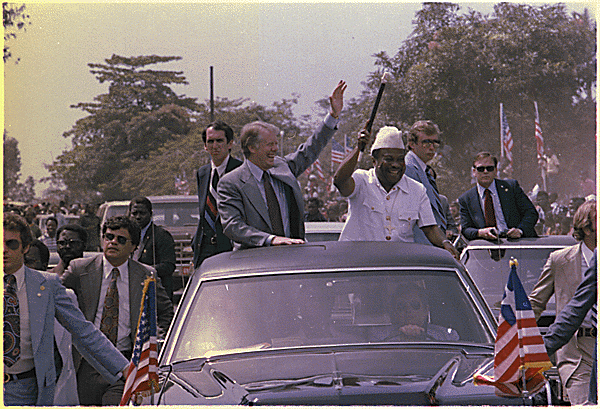
El presidente Tolbert y el presidente de los Estados Unidos Jimmy Carter (en coche, a la izquierda) en Monrovia, 1978.

Tras la Segunda Guerra Mundial, los Estados Unidos consideraron a Liberia como una base útil desde la que combatir la supuesta “propagación del comunismo” en África durante la Guerra Fría. El presidente liberiano Tubman aceptó y apoyó esta política. Entre 1946 y 1960 Liberia recibió cerca de 500 millones de dólares en inversiones extranjeras, principalmente de los Estados Unidos.
En la ONU Liberia votó apoyando a los Estados Unidos en la mayoría de ocasiones, así como en la Guerra de Vietnam. Estados Unidos instaló una base permanente para entrenar a los militares liberianos, y comenzó a enviar a los oficiales del país a instituciones militares académicas para su entrenamiento. En la década de 1960 los Estados Unidos construyeron dos sofisticados centros de comunicación en Liberia para dirigir el tráfico diplomático e informativo en África, creando varias emisoras de radio en la zona para extender su influencia en el continente africano.
Desde 1962 a 1980 los Estados Unidos donaron 280 millones de dólares en ayuda a Liberia. A cambio Liberia ofreció terrenos para las infraestructuras estadounidenses.
En la década de 1970, durante el gobierno del presidente Tolbert, Liberia adoptó una postura política más independiente y neutral en la política internacional y estableció relaciones diplomáticas con la Unión Soviética, China, Cuba y otros países del campo socialista. También cortó sus lazos diplomáticos con Israel durante la guerra de Yom Kipur en 1973, pero continuó apoyando a los Estados Unidos en la Guerra de Vietnam.

### Relaciones entre otros países y Liberia
Las relaciones entre Liberia y los países europeos han sido en conjunto claves para mantener la estabilidad del gobierno liberiano.

#### Comercio fraudulento, amenazas militares
Desde la fundación de Liberia, los europeos mantuvieron contactos comerciales con el nuevo país. Entre 1856-1864 los comerciantes europeos se dedicaron a evadir los impuestos liberianos a la importación y la exportación, apoyados por sus propios gobiernos. Esta práctica inició o agravó las dificultades financieras del nuevo estado. En 1870 Liberia había caído en una profunda crisis financiera, que se prolongó en etapas sucesivas de bancarrota hasta la década de 1930. En varias ocasiones el gobierno liberiano contrajo varios préstamos con los bancos ingleses en condiciones muy duras, e incluso contrajo deudas con los comerciantes alemanes locales. En 1912 Estados Unidos intervino para aliviar la precaria situación financiera de Liberia.
Entre 1878 y 1919 Gran Bretaña, Francia y Alemania se dedicaron a extender sus territorios coloniales en África Occidental y en ocasiones amenazaron militarmente a Liberia. Francia y Gran Bretaña obligaron a Liberia a ceder parte de su territorio (1883, 1885, 1892, 1903, 1919). Sólo después de 1892 Liberia negoció oficialmente sus fronteras con los países europeos. En 1875 los británicos y en 1886 los franceses también fomentaron y apoyaron las revueltas de los indígenas liberianos contra el gobierno del país.
Desde 1878 en adelante los presidentes liberianos recurrieron cada vez con mayor frecuencia al comercio y a las inversiones extranjeras.

#### Las dos guerras mundiales
Entre 1910 y 1943 Alemania fue el principal socio comercial de Liberia. Sin embargo, durante la Primera Guerra Mundial, aunque se mantuvo neutral, Liberia tendió a apoyar a los Aliados, cuyos territorios coloniales (ingleses y franceses) rodeaban el país. Durante la Gran Guerra Alemania retiró sus inversiones en Liberia, provocando una grave reducción de los ingresos y exportaciones liberianos.
En la década de 1930 llegaron inversores holandeses, daneses, alemanes y polacos, que firmaron acuerdos con el gobierno liberiano para participar en la economía del país. Durante la Segunda Guerra Mundial los Estados Unidos presionaron a Liberia para que se aliara con el bando de los Aliados, y para que expulsara a todos los ciudadanos alemanes del país en 1944. Esta expulsión perjudicó la economía liberiana, aunque de forma más tenue que durante la Gran Guerra, ya que Estados Unidos había comenzado a realizar sustanciales inversiones en el país desde 1942, en proyectos relacionados con actividades militares.

#### Inversiones a gran escala
Entre 1945 y 1980 la actitud de los países europeos occidentales hacia Occidente fue beneficiosa para los gobernantes américo-liberianos, que recibieron cientos de millones de dólares en inversiones extranjeras, principalmente de los Estados Unidos, pero también de Europa Occidental. Muchos políticos europeos apoyaron al presidente Tubman.
Los gobernantes liberianos también establecieron lazos con el bloque soviético y otros países africanos, tratando de mantener una posición independiente en un mundo políticamente dividido, hasta donde sus lazos occidentales lo permitían.

### Economía, industria y recursos naturales de Liberia
Entre 1847 y 1980 la economía de Liberia se desarrolló desde la agricultura primitiva hacia la industria del caucho, la explotación de recursos minerales y la creación de una industria de servicios.

#### Agricultura
Desde su fundación, Liberia tenía prósperos lazos comerciales con África Occidental, y pronto comenzó a comerciar con los europeos. Sus principales productos de exportación eran café, arroz, aceite de palma, dátiles, piassava, azúcar de caña y madera. La industria astillera era importante en los comienzos del país, pero comenzó a declinar en la década de 1870 ante la competencia de los barcos de vapor. También en el mismo período la competencia del café brasileño y del azúcar europeo produjo el declive en las exportaciones liberianas.
Liberia trató de modernizar su industria agrícola. El presidente Anthony W. Gardiner (1878-1883) fomentó el incremento del comercio y las inversiones extranjeras. El presidente William D. Coleman (1896-1900) decidió que el futuro de Liberia dependía de la explotación de los recursos del interior del país. El presidente Garreston W. Gibson (1900-1904) otorgó derechos a la Union Mining Company para investigar los territorios del interior en busca de minerales.
Durante la Primera Guerra Mundial Alemania, que era el principal socio comercial e inversor de Liberia, retiró sus inversiones del país, provocando una crisis económica. Además un submarino alemán bloqueó la costa liberiana, reduciendo a un nivel insignificante el comercio con Gran Bretaña, Francia y los Estados Unidos.

#### Caucho y minerales

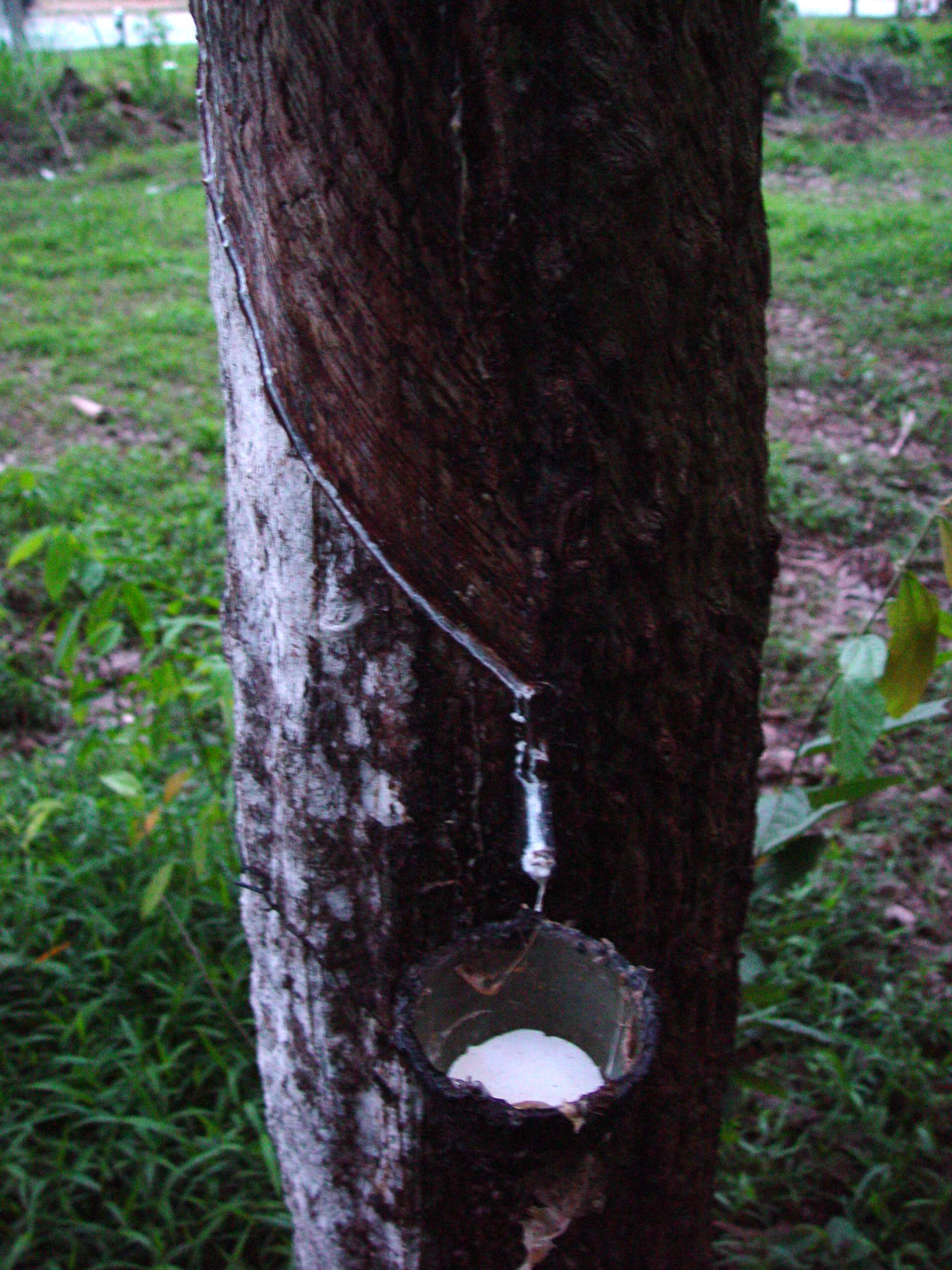
látex recogido de un árbol de caucho.

En 1926 la compañía Firestone inició la mayor plantación del caucho del mundo en Liberia. La industria cauchera creó 25.000 trabajos y el caucho pronto se convirtió en la columna vertebral de la economía liberiana. En la década de 1950 el caucho constituía un 40 % de la producción económica nacional.
En la década de 1930 Liberia firmó varios contratos de concesiones con inversores holandeses, daneses, alemanes y polacos
Durante la Segunda Guerra Mundial el caucho se había convertido en un producto estratégico muy importante, y Liberia aseguró su suministro a los Estados Unidos y sus aliados. Además, Liberia permitió que los Estados Unidos utilizaran su territorio como base para el transporte de soldados y suministros militares, la construcción de bases militares, aeropuertos el puerto de Monrovia, carreteras en el interior, etc. La presencia militar americana fue beneficiosa para la economía liberiana, atrayendo a militares de trabajadores del interior a la región costera. Los enormes filones y depósitos de hierro del país también quedaron accesibles al comercio.

#### Explotación a gran escala
Entre 1946 y 1960 el gobierno liberiano atrajo unos 500 millones de dólares en inversiones extranjeras, principalmente estadounidenses, pero también de corporaciones multinacionales. En 1971 la cifra se había elevado a más de 1000 millones. Las exportaciones de hierro, madera y caucho se incrementaron. Liberia disponía de la mayor industria de caucho del mundo y era el tercer exportador mundial de mineral hierro.
Desde 1962 a 1980 los Estados Unidos donaron más de 280 millones de dólares en ayuda a Liberia a cambio de terrenos para sus infraestructuras.
A lo largo de la década de 1970 el precio del caucho en el mercado internacional se hundió, provocando una crisis financiera en Liberia.

### Presidentes de Liberia
- Joseph Jenkins Roberts (1847-1856)
- Stephen Allen Benson (1856-1864)
- Daniel Bashiel Warner (1864-1868)
- James Spriggs Payne (1868-1870)
- Edward James Roye (1870-1871)
- James Skivring Smith (1871-1872)
- Joseph Jenkins Roberts(1872-1876)
- James Spriggs Payne (1876-1878)
- Anthony W. Gardiner (1878-1883)
- Alfred Francis Russell (1883-1884)
- Hilary R. W. Johnson (1884-1892)
- Joseph James Cheeseman (1892-1896)
- William D. Coleman (1896-1900)
- Garretson W. Gibson (1900-1904)
- Arthur Barclay (1904-1912)
- Daniel Edward Howard (1912-1920)
- Charles D. B. King (1920-1930)
- Edwin Barclay (1930-1944)
- William Tubman (1944-1971)
- William R. Tolbert, Jr. (1971-1980)

## Samuel Doe y el Consejo de Redención del Pueblo (1980-1989)

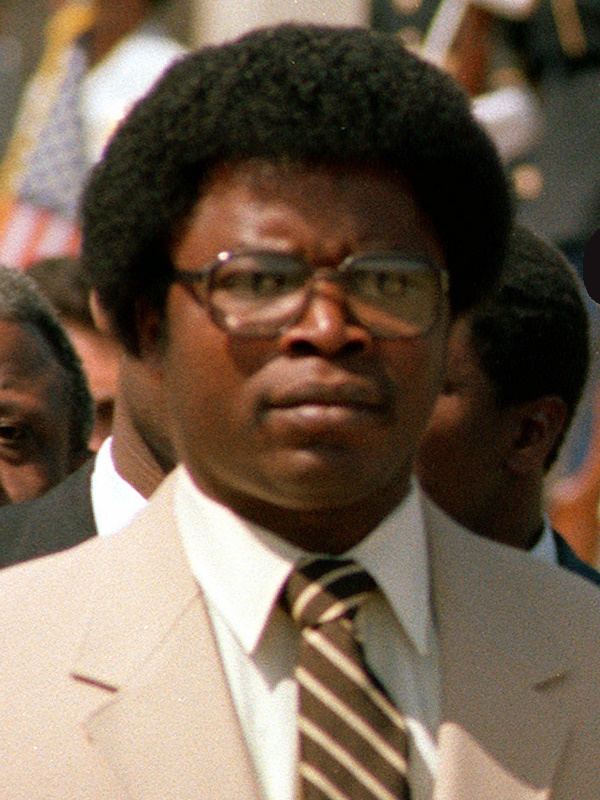
Samuel Doe.

Tras el sangriento derrocamiento del régimen Américo-liberiano por los indígenas liberianos en 1980, un “Consejo de Redención” tomó el control del país. La inestabilidad interna, la oposición al nuevo régimen militar y la represión del nuevo gobierno se incrementaron progresivamente hasta que en 1989 Liberia se hundió en una completa guerra tribal y civil.

### Golpe de Estado, relaciones con los Estados Unidos
Samuel Kanyon Doe (1951-1990) era miembro del pequeño grupo étnico de los Krahn, un sargento del ejército liberiano entrenado por las Fuerzas Especiales de los Estados Unidos.[cita requerida]. El 12 de abril de 1980 Doe dirigió un sangriento golpe de Estado contra el presidente Tolbert, que terminó con el asesinato de Tolbert y 26 de sus seguidores. Diez días después trece miembros del gobierno de Tolbert fueron ejecutados públicamente. Así terminó el dominio político de la élite Americo-Liberiana en el país. Samuel Doe estableció un régimen militar  bautizado como Consejo de Redención del Pueblo (CRP).
Muchos liberianos apoyaron el golpe de Estado, considerándolo un cambio beneficioso para la mayoría de la población del país que había sido excluida del poder. Inmediatamente tras el cambio de gobierno, el CRP permitió una relativa libertad de prensa.
Pronto Samuel Doe estableció buenas relaciones con los Estados Unidos, especialmente después del nombramiento del presidente Ronald Reagan en 1981. Reagan incrementó la ayuda financiera a Liberia de 20 a 75 millones de dólares anuales y posteriormente a 95 millones. Liberia siguió siendo un importante aliado de los Estados Unidos en la Guerra Fría, protegiendo los intereses e inversiones estadounidenses y bloqueando la influencia soviética en África. Doe ordenó el cierre de la embajada de Libia en Liberia e incluso cortó relaciones diplomáticas con la Unión Soviética. Aceptó una modificación del tratado de defensa mutua con los Estados Unidos, permitiendo una permanencia sin condiciones durante 24 horas en puertos y aeropuertos a las fuerzas militares estadounidenses en cualquier condición. La influencia estadounidense en el ejército liberiano se incrementó: el ejército recibió directamente una ayuda de 15 millones de dólares entre 1981 y 1985.
Bajo el gobierno de Samuel Doe los puertos de Liberia fueron abiertos a los barcos estadounidenses, canadienses y europeos, lo que permitió la llegada de considerables inversiones de empresas navales y otorgó a Liberia una reputación de santuario comercial.

### Medidas contra la oposición, represión
El gobierno de Samuel Doe sobrevivió a siete intentos de golpe de Estado entre 1981 y 1985. En agosto de 1981 Doe ordenó el arresto y ejecución de Thomas Weh Syen y otros cuatro miembros del CRP supuestamente por conspirar contra él. A continuación el gobierno declaró una amnistía para todos los prisioneros y exiliados política y liberó a 60 presos político.
Sin embargo, pronto estallaron divisiones internas en el CRP. Samuel Doe se volvió paranoico ante la posibilidad de un golpe de Estado y su gobierno se volvió cada vez más corrupto y represivo, aplastando cualquier oposición política, clausurando periódicos y encarcelando periodistas. Comenzó a eliminar de forma sistemática a los miembros del CRP que desafiaban su autoridad y a situar a individuos de su etnia Krahn en posiciones de poder, lo que incrementó el descontento popular.
Mientras tanto, la economía liberiana se deterioraba progresivamente. El apoyo popular del que había dispuesto inicialmente el gobierno de Doe se evaporó.

### Las elecciones presidenciales de 1985
En 1983 se había iniciado un proyecto de constitución para la creación de una república multipartidista que fue aprobada en referéndum en 1984. Tras el referéndum Samuel Doe convocó elecciones presidenciales el 15 de octubre de 1985. Nueve partidos políticos desafiaron al Partido Nacional Democrático de Liberia (PNDL) de Doe pero solo tres pudieron participar en las elecciones. Antes de las elecciones, más del 50 % de los opositores fueron asesinados, pero a pesar de estas medidas represoras, Doe fue elegido sólo con el 51 % en medio de unas elecciones amañadas. Los observadores internacionales declararon que la votación había sido fraudulenta y la mayoría de los opositores elegidos se negaron a ocupar sus escaños.
El Secretario de Estado de los Estados Unidos para África, Chester Crocker testificó ante el Congreso de su país que las elecciones liberianas habían sido imperfectas, pero que por lo menos constituían un paso hacia la democracia. Justificó su apoyo al resultado afirmando que en cualquier caso, todas las elecciones de los países africanos estaban amañadas en mayor o menor medida.

### Disturbios tribales
En noviembre de 1985 Thomas Quiwonkpa, lugarteniente de Samuel Doe, intentó dar un golpe de Estado con un número estimado de entre 500 y 600 seguidores. Todos fueron ejecutados. Samuel Doe fue nombrado presidente el 6 de enero de 1986 e inició una política de persecución contra varias tribus, especialmente los Gio (o Dan) y los Mano en el norte, de donde procedían la mayoría de los conspiradores. Los ataques del gobierno a determinados grupos étnicos provocó divisiones y violencia entre los pueblos indígenas que hasta el momento habían coexistido de forma relativamente pacífica en su oposición a la élite Americo-Liberiana.
En esta situación turbulenta, la tribu Krahn del presidente atacó a las tribus de Nimba en el norte, obligando a muchos liberianos de la zona a huir a la vecina Costa de Marfil. A finales de la década de 1980, Charles Taylor reunió a los rebeldes de las tribus Gio y Mano en Costa de Marfil en una milicia e invadió la región de Nimba en 1989, provocando una guerra tribal que se extendió a todo el país.

## Primera Guerra Civil de Liberia (1989-1996)
Véase Primera Guerra Civil de Liberia

### Causas
A finales de la década de 1980 la oposición al régimen de Samuel Doe produjo un colapso económico en Liberia. Desde su acceso al poder Doe se había dedicado a reprimir y aplastar la oposición interna a su gobierno y cuando en noviembre de 1985 fracasó un nuevo golpe de Estado contra él reprimió a las tribus Gio (o Dan ) y Mano en el norte, de donde venían la mayoría de los conspiradores. Al mismo tiempo la tribu Krahn del presidente comenzó a atacar a otras tribus, especialmente en la región de Nimba, provocando el exilio de numerosos liberianos a Costa de Marfil, donde prepararon un contraataque contra el presidente Doe.

### Charles Taylor y el FNPL (1980-1989)
Charles Taylor, nacido en 1948, era hijo de una madre de la tribu Gola y su padre era un Américo-liberiano o un emigrante procedente de Trinidad. En 1977 consiguió un título graduado en económicas en un instituto de Massachusetts. Tras el golpe de Estado de 1980 trabajó durante algún tiempo en el gobierno de Doe hasta que fue procesado en 1983 acusado de desviar fondos del gobierno. Huyó de Liberia, fue arrestado en 1984 en Massachusetts mediante una orden de extradición y encarcelado en los Estados Unidos. Escapo de prisión en 1985 y posiblemente huyó a Libia.
Unos años después, Taylor apareció en Costa de Marfil, donde reunió a un grupo de exiliados y rebeldes en el Frente Nacional Patriótico de Liberia (FNPL), principalmente de las tribus Gio y Mano.

### Guerra
En diciembre de 1989 el FNPL invadió la región de Nimba en Liberia. Miles de Gio y Mano se unieron a ellos, así como liberianos de otras tribus. El ejército liberiano contraatacó y reprimió a la población civil de la zona. A mediados de 1990 había estallado la guerra entre la tribu Krahn del presidente en un bando y los Gio y los Mano en otro. En ambos bandos, miles de civiles fueron masacrados. En agosto de 1990 varios partidarios de Doe asaltaron una iglesia luterana y masacraron a todos por apoyar la causa rebelde.

### 1990-1991
A mediados de 1990 Taylor controlaba la mayor parte del país y en junio asedió la capital, Monrovia. En julio, Yormie Johnson se separó del FNPL para formar el INPFL, formado por la tribu Gio. Ambos grupos continuaron asediando Monrovia y provocando una gran matanza de civiles.
En agosto de 1990, ECOWAS, una organización de los estados africanos occidentales, creó una fuerza de intervención militar llamada ECOMOG, formada por 4.000 soldados, para pacificar Liberia. El presidente Doe y Yormie Johnson aceptaron su intervención, pero Charles Taylor no.
El 9 de septiembre el presidente Doe hizo una visita al cuartel general del ECOMOG en el Puerto Libre de Monrovia, pero en ese momento la base fue atacada por el INPFL. Samuel Doe fue capturado, torturado y asesinado.
En noviembre, el ECOWAS acordó con algunos de los principales líderes liberianos pero sin Charles Taylor la formación de un gobierno interno dirigido por el Dr. Amos Sawyer. Sawyer estableció su autoridad sobre la mayor parte de Monrovia, pero el resto de Liberia quedó en manos de diversas facciones o bandas militares.
En junio de 1991 un grupo procedente del ejército liberiano formó el ULIMO y se apoderó del oeste de Liberia en septiembre, arrebatando territorios al FNPL.

### 1993-1996
En 1993 el ECOWAS consiguió establecer un acuerdo de paz en Cotonú, Benín. El 22 de septiembre las Naciones Unidas establecieron una misión de observadores para ayudar al ECOMOG a imponer el acuerdo de paz. En marzo de 1994 el “gobierno interino” de Amos Sawyer fue sucedido por un “Consejo de Estado”, una presidencia colectiva de seis miembros dirigidos por David D. Kpormakpor. En mayo de 1994 se renovaron las hostilidades armadas. Ese mismo año el ULIMo se dividió en dos facciones: el ULIMO-J, una facción Krahn dirigida por Roosevelt Johnson y ULIMO-K una facción Mandigo dirigida por Alhaji G.V. Kromah. En septiembre ambos líderes aceptaron el acuerdo de paz de Akosombo en Ghana, aunque en la práctica hubo pocos avances hacia la paz. En octubre las Naciones Unidas redujeron la presencia de observadores debido a la escasa voluntad de los combatientes por respetar los acuerdos de paz. En diciembre, facciones militares y partidos firmaron el acuerdo de Acra, pero la guerra continuó. En agosto de 1995 las diversas facciones firmaron otro acuerdo negociado con la mediación de Jerry Rawlings, presidente ghanés; Charles Taylor lo aceptó. En septiembre, el Consejo de Estado de David Kpormakpor fue sucedido por otro consejo dirigido por el civil Wilton G. S. Sankawulo y con el apoyo de Charlest Taylor, Alhaji Kromah y George Boley. En abril de 1996 los seguidores de Taylor y Kromah atacaron el cuartel general de Roosevelt Johnson en Monrovia y el acuerdo de paz se colapsó. En agosto se alcanzó un alto en fuego en Abuya, Nigeria. El 3 de septiembre Ruth Perry sucedió a Wilton Sankawulo como presidenta del “Consejo de Estado”, apoyada por los tres mismos líderes militares.

## Segunda Guerra Civil de Liberia (1997-2003)

### Las elecciones de 1997
En julio de 1997, con una intimidación generalizada, Charles Taylor ganó las elecciones presidenciales con el 75 % de los votos. La elección fue considerada libre y objetiva por algunos observadores.[cita requerida]. El 2 de agosto Taylor asumía la presidencia.

### 1997-1999
Las masacres en Liberia se redujeron considerablemente, pero no finalizaron por completo. La violencia continuaba. Durante todo su gobierno Taylor se dedicó a combatir insurgencias. Sospechando conspiraciones internacionales, Taylor también apoyó a los rebeldes de los países vecinos, como Sierra Leona, vendiendo armas a cambio de diamantes.

### 1999-2003
Una parte de las fuerzas del ULIMO se reformaron en el partido Liberianos Unidos por la Reconciliación y la Democracia (LURD), respaldado por el gobierno de la vecina Guinea. En 1999 se rebelaron en el norte de Liberia, y en abril de año 2000 comenzaron a guerrear en la región de Lofa. En la primera del año 2001 se habían convertido en una amenaza importante al gobierno de Taylor. Al mismo tiempo Liberia se encontraba en medio de un conflicto complejo a tres bandas con Sierra Leone y Guinea.
Mientras tanto, el Consejo de Seguridad de las Naciones Unidas en marzo de 2001 recurriendo a la resolución 1343 declaró que Liberia y Charles Taylor estaban participando en la guerra civil de Sierra Leona y por lo tanto prohibió la venta de armas y la importación de diamantes de Liberia, así como prohibió a todos los miembros del gobierno liberiano viajar a estados de las Naciones Unidas.
A comienzos del año 2002, Sierra Leona y Guinea apoyaban activamente al LURD, mientras Taylor apoyaba a los rebeldes de ambos países, lo que también provocó la enemistad de Taylor con británicos y estadounidenses.
Otros elementos del ULIMO formaron un nuevo grupo rebelde, el Movimiento por la Democracia en Liberia (MODEL). A principios del año 2003, apareció en el sur de Liberia.

### Nuevo embargo de la ONU y orden de arresto contra Charles Taylor

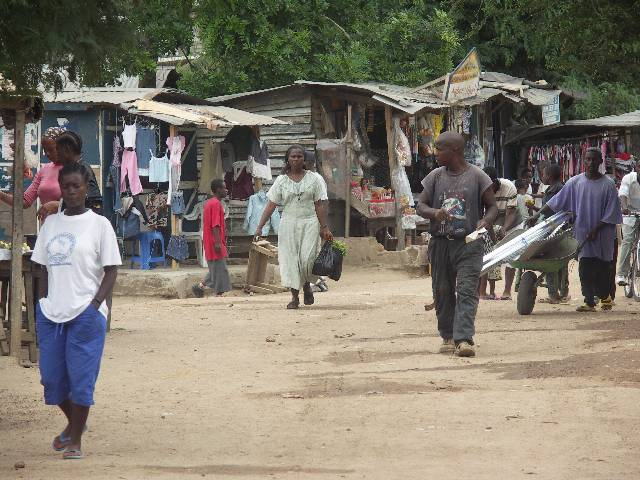
El campo de refugiados de Buduburam, al oeste de Acra, en Ghana, donde en el año 2005 se encontraban más de 40.000 refugiados de Liberia.

El 7 de marzo del año 2003 el tribunal de guerra de la Corte Especial de Sierra Leona decidió convocar a Charles Taylor y acusarlo de crímenes de guerra y crímenes contra la humanidad, pero el tribunal mantuvo su decisión y acusación en secreto hasta junio.
El 6 de mayo del año 2003 el Consejo de Seguridad de las Naciones Unidas, invocando la resolución 1478 declaró un embargo contra los productos madereros de Liberia.
A mediados del año 2003 el LURD controlaba el tercio norte de Liberia y amenazaba la capital. El MODEL estaba activo en el sur y el gobierno de Taylor sólo controlaba una tercera parte del país: Monrovia y el centro de Liberia.
El 4 de junio de 2003 el ECOWAS organizó una conferencia de paz en Acra, Ghan, entre el gobierno liberiano, líderes civiles y los grupos rebeldes LURD y MODEL. En la ceremonia de apertura, en presencia de Charles Taylor, se leyeron los cargos del tribunal de Sierra Leona y también se declaró una orden de arresto contra Taylor. El gobierno de Sierra Leona acusó a Taylor de la mayor responsabilidad en las atrocidades en Sierra Leona desde noviembre de 1996. El gobierno de Ghana no intentó arrestar a Taylor, declarando que no podían arrestar a un presidente al que habían invitado a una conferencia de paz. Ese mismo día, Taylor regresó a Liberia.

### Presión rebelde y dimisión de Charles Taylor
En junio del año 2003 el LURD comenzó a asediar Monrovia. El 9 de julio el presidente nigeriano ofreció a Taylor un exilio seguro en su país si abandonaba la política de Liberia. También en julio, el presidente estadounidense, George W. Bush afirmó en dos ocasiones que Charles Taylor “debía abandonar Liberia”. Taylor insistió en que sólo dimitiría si eran desplegadas tropas estadounidenses de paz en el país. El 1 de agosto del año 2003 el Consejo de Seguridad (resolución 1497) decidió enviar una fuerza multinacional a Liberia, seguida de una fuerza de estabilización de las Naciones Unidas.
El ECOWAS envió tropas bajo una nueva fuerza de estabilización llamada ECOMIL a Liberia. Estas tropas comenzaron a llegar posiblemente hacia el 15 de agosto. Los Estados Unidos proporcionaron apoyo logístico. El 11 de agosto bajo la presión internacional, el presidente Charles Taylor dimitió y huyó al exilio en Nigeria. El vicepresidente Moses Blah sustituyó a Taylor como presidente interino.
Bajo la presión de los Estados Unidos la fuerza del ECOMIL, con mil soldados nigerianos llegó en avión a Liberia el 15 de agosto, deteniendo la ocupación de Monrovia por fuerzas rebeldes. Al mismo tiempo, Estados Unidos envió una Unidad de 2300 marines a la costa liberiana.

## Acuerdo de paz y gobierno de transición (2003-2005)

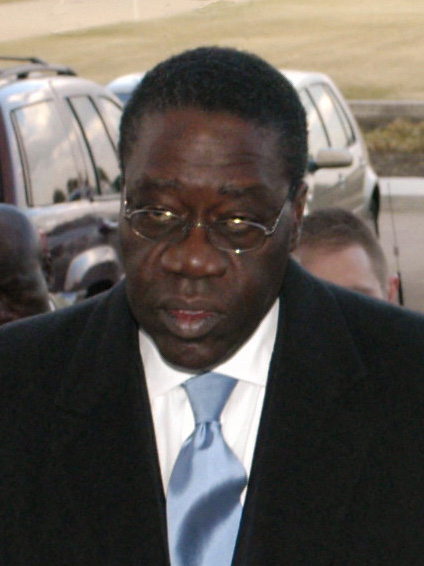
Charles Gyude Bryant

El 18 de agosto del año 2003 el gobierno liberiano, los rebeldes, los partidos políticos y los líderes de la sociedad civil firmaron un acuerdo de paz que creó la estructura para un Gobierno de Transición Nacional de dos años. El 21 de agosto fue elegido el empresario Charles Gyude Bryant como portavoz del gobierno, que fue hecho efectivo el 14 de octubre. Estos cambios permitieron que el ECOWAS incrementara su misión de paz a 3.600 soldados reunidos por Benín, Gambia, Ghana, Guinea-Bissau, Malí, Nigeria, Senegal y Togo.
El 1 de octubre de 2003 La Misión de las Naciones Unidas en Liberia (UNMIL) tomó el relevo del ECOWAS. El Secretario General de la ONU ordenó a los gobiernos africanos que contribuyeran al UNMIL, así como los Estados Unidos. El 14 de octubre del año 2003 Moses Blah cedió el poder a Charles Gyude Bryant.
Al principio la violencia continuó en algunas partes del país y las tensiones entre facciones políticas y militares no se desvanecieron por completo. Sin embargo, en junio de 2004 comenzó un proceso de desarme, junto con un programa de reintegración de los combatientes en la sociedad. La economía también comenzó a recuperarse, pero a final de año, el programa de desarme y reintegración necesitaba más fondos. En vista al progreso realizado hacia la paz el presidente Bryant pidió el fin del embargo de la ONU al comercio de diamantes liberianos (establecido en marzo de 2001) y a la madera liberiana (desde mayo del 2003), pero el Consejo de Seguridad lo postpuso hasta que la paz estuviera más asegurada.
Debido a los efectos de un gobierno que había contribuido a 23 años de conflicto en Liberia y el fallo del gobierno de transición por poner freno a la corrupción, el gobierno y el Grupo de Contacto Internacional de Liberia firmaron un programa anticorrupción (GEMAP) iniciado en septiembre del año 2005.

## Ellen Johnson-Sirleaf, presidenta electa (2005)

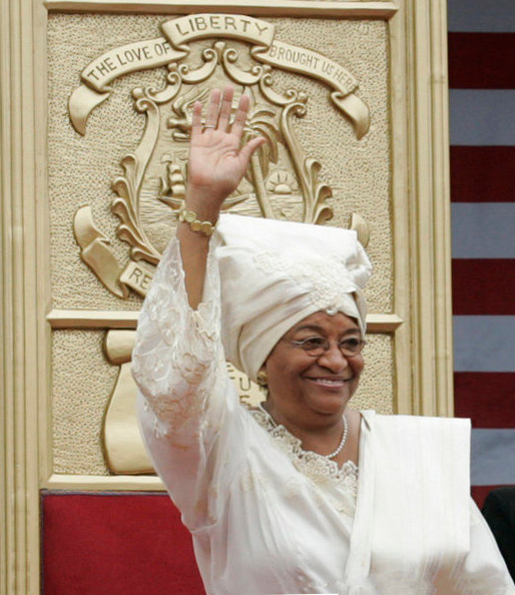
Ellen Johnson-Sirleaf.

El gobierno de transición preparó unas elecciones democráticas y pacíficas el 11 de octubre del año 2005 y las tropas del UNMIL salvaguardaron la paz. 23 candidatos se presentaron a las elecciones presidenciales, entre ellos el futbolista George Weah, embajador de UNICEF y miembro de la tribu Kru, y Ellen Johnson-Sirleaf, una antigua economista de Banco Mundial que había estudiado en Harvard, y descendiente de Américo-Liberianos e indígenas.
En la primera ronda ningún candidato consiguió la mayoría requerida, aunque Weah fue el más votado, con un 28 % de los votos. Era necesario un desempate en Weah y Johnson-Sirleaf.
La segunda ronda de las elecciones tomó lugar el 8 de noviembre del año 2005. Ellen Johnson-Sirleaf ganó decisivamente. Ambas elecciones estuvieron marcadas por la paz y el orden, con miles de liberianos aguardando pacientemente en largas colas para depositar su voto.
Ellen Johnson-Sirleaf consiguió un 59 % de los votos en la segunda ronda. Sin embargo George Weah denunció fraude electoral, a pesar de que los observadores internacionales declararon que habían sido unas elecciones libres y legales. Aunque Weah amenazó con llevar su acusación a la Corte Suprema si no se aceptaba la existencia de fraude, Johnson-Sirleaf fue declarada ganadora el 23 de noviembre del año 2005 y fue nombrada presidenta el 16 de enero del 2006.

## Historia reciente (2006 – presente)

### Acusaciones de abusos laborales contra Firestone
En noviembre del año 2005 el Fondo de los Derechos Laborales Internacionales inició una acusación judicial contra Bridgestone, la compañía padre de Firestone en la que se incluían “acusaciones de trabajo forzoso en un equivalente moderno de esclavitud”. En mayo del año 2006 la UNMIL emitió un informe sobre la situación de los derechos humanos en las plantaciones de caucho liberianas, en las que detallaba las condiciones de trabajo en las plantaciones de Firestone.

### Extradición y juicio de Charles Taylor, arresto de Charles Bryant
Bajo la presión internacional, la presidenta Ellen Johnson-Sirleaf en marzo del año 2006 pidió a Nigeria que extraditara a Charles Taylor, que fue llevado a un tribunal internacional en Sierra Leona para enfrentarse a acusaciones de crímenes contra la humanidad, producidos durante la guerra civil en Sierra Leona (su juicio fue transferido a La Haya por seguridad). En junio del año 2006 la ONU finalizó su embargo a la madera liberiana (en efecto desde mayo del 2003), pero mantuvo el embargo de diamantes (en efecto desde marzo de 2001) hasta que se iniciara un programa efectivo de certificado de origen, una decisión reafirmada en octubre del 2006.
En marzo del año 2007 el anterior presidente interino Charles Gyude Bryan fue arrestado y acusado de haber robado fondos gubernamentales. En agosto del año 2007 el proceso judicial fue transmitido a otros tribunales inferiores. El tribunal decidió que Bryant no tenía inmunidad a pesar de haber sido presidente interino durante sus actos de corrupción pues no había sido elegido ni tampoco había actuado según la ley vigente cuando robó 1.300.000 dólares propiedad del gobierno liberiano.

### 2008-2009
En julio de 2008 el gobierno reintrodujo la pena de muerte en la ley liberiana. La ley permitía la ejecución para convictos de robo armado, violación, terrorismo y secuestro.
Algunas partes del país fueron declaradas zonas catastróficas debido a una plaga de orugas.

### 2014
En 2014, una epidemia de la enfermedad del virus del Ébola golpeó África Occidental, afectando a Liberia a principios de 2014, dejando un saldo de aproximadamente 5000 fallecidos.

### 2022
Para el 2022, el  el presidente George Weah ha tenido que lidiar con una delicada situación económica, problemas de salud pública secundario al avance del coronavirus en su territorio y la corrupción, considerando a este último como el principal inconveniente que impide el adecuado desarrollo del país. Es por este motivo que el estado de Liberia aún sigue en un frágil equilibrio en relación con las fuerzas políticas de poder.